# Улица Артиллеристов (Чернигов)
Улица Артиллеристов (до 2024 года — улица Гастелло) (укр. Вулиця Артилеристів) — улица в Деснянском районе города Чернигова. Пролегает от проспекта Мира до улицы Спасателей (Олега Кошевого), исторически сложившаяся местность (район) Ремзавод.
Нет примыкающих улиц.

## История
Была проложена после Великой Отечественной войны в начале 1950-х годов поблизости к заводу «Октябрьский молот». Новая улица получила название улица Гастелло — в честь Героя Советского Союза Николая Францевича Гастелло.
С целью проведения политики очищения городского пространства от топонимов, которые возвеличивают, увековечивают, пропагандируют или символизируют Российскую Федерацию и Республику Беларусь, 10 июля 2024 года улица получила современное название — в честь украинских артиллеристов, согласно Решению Черниговского городского совета № 41/VIII-7 «Про переименование улиц в городе Чернигове» («Про перейменування вулиць у місті Чернігові»).

## Застройка
Улица тянется на восток, затем делает поворот в северном направлении и пролегает параллельно проспекту Мира и улице Степана Подобайло (Матросова). Парная и непарная стороны улицы заняты усадебной застройкой.  
Учреждения: нет